# Kylie Cosmetics
Kylie Cosmetics is een Amerikaans cosmeticabedrijf dat in 2015 is opgericht door Kylie Jenner, die tevens eigenaar is. Het bedrijf was oorspronkelijk bekend als Kylie Lip Kits, maar werd in 2016 omgedoopt tot Kylie Cosmetics na het uitbrengen van de vloeibare lippenstift en lipliner op 30 november 2015.